# Foued Hadded
Foued Hadded (en arabe : فؤاد حداد) est un footballeur algérien né le 1er novembre 1990 à Collo dans la wilaya de Skikda. Il évolue au poste de milieu défensif au NC Magra.

## Biographie
Avec le club de la DRB Tadjenanet, il joue 71 matchs en première division algérienne, inscrivant trois buts.
Il participe avec le club du CS Constantine à la Ligue des champions d'Afrique lors de la saison 2018-2019. Il joue neuf matchs dans cette compétition.

## Palmarès
| DRB Tadjenanet - Championnat d'Algérie D2 : - Vice-champion : 2014-15. |  | CS Constantine - Supercoupe d'Algérie : - Finaliste : 2018. |